# Upsala Simsällskap

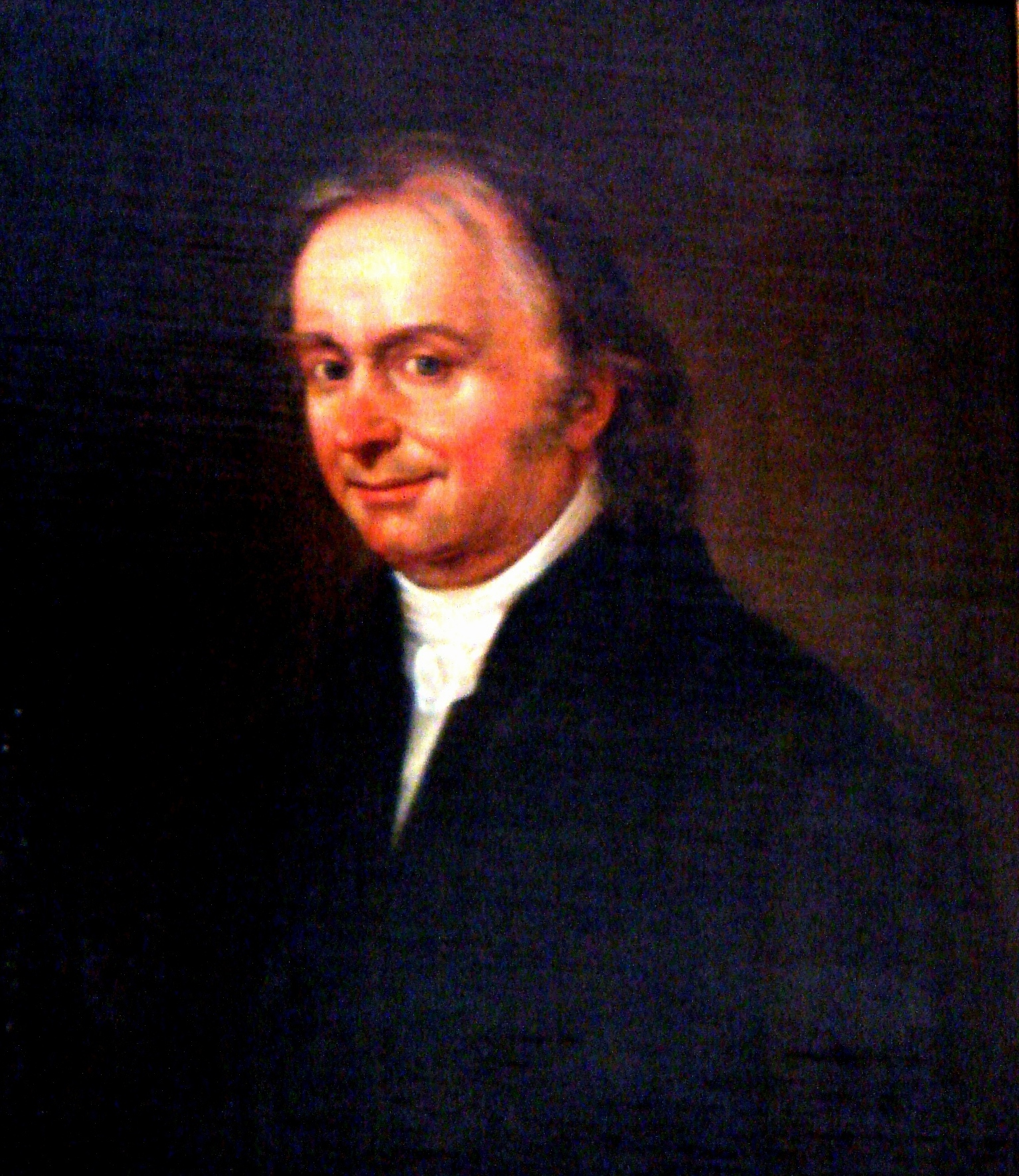
Jöns Svanberg, grundare av Upsala Simsällskap.

Upsala Simsällskap är en svensk idrottsförening, bildad 1796 i Uppsala. Den är möjligen världens äldsta ännu verkande simförening och Sveriges äldsta ännu existerande idrottsförening.

## Historia
Simsällskapet bildades 1796 av en samling akademiker, ledda av Jöns Svanberg. Han var docent i matematik vid Uppsala universitet.
Upsala Simsällskaps arbete för att stimulera simkunnigheten var banbrytande och sällskapets system med magister- och kandidatvärdigheter togs över av andra simföreningar.
1841 fick Uppsala sin första sim- och badinrättning i form av ett på tunnor flytande badhus som redan 1857 ersattes av ett kallbadhus i Fyrisån, nordost om där ån korsas av Luthagsleden. Efter ett par år byggdes det till ett hopptorn som nyttjades flitigt av Lars Fredrik Isander och Anders Fredrik Mollberg. Dessa män gav namn åt det "Isanderska hoppet" respektive "Mollbergare", numera välkända hopp från tävlingar i simhopp världen över.
Kallbadhuset hade sedan spelat ut sin roll när Uppsalas stadsarkitekt Gunnar Leche skapade Fyrisbadet i ån vid den plats där sedan det landbaserade Fyrisbadet uppfördes 1959 med Sveriges första 50-metersbassäng.
Tävlingssimning tog simsällskapet upp 1910.

## Nutid
Landslagssimmare från Upsala Simsällskap har varit eller är bland andra:
- Jennie Johansson[3]
- Monica Parsmark
- Anders Bellbring
- Rolf Pettersson
- Per-Alvar Magnusson
- Richard Milton
- Ulf Eriksson
- Lars-Ove Jansson
- Ola Strömberg
- Anders Kroon
- Christoffer Wikström
- Sebastian Wikström